# Cratere Navoi
Navoi  è un cratere sulla superficie di Mercurio.